# معركة نافارين

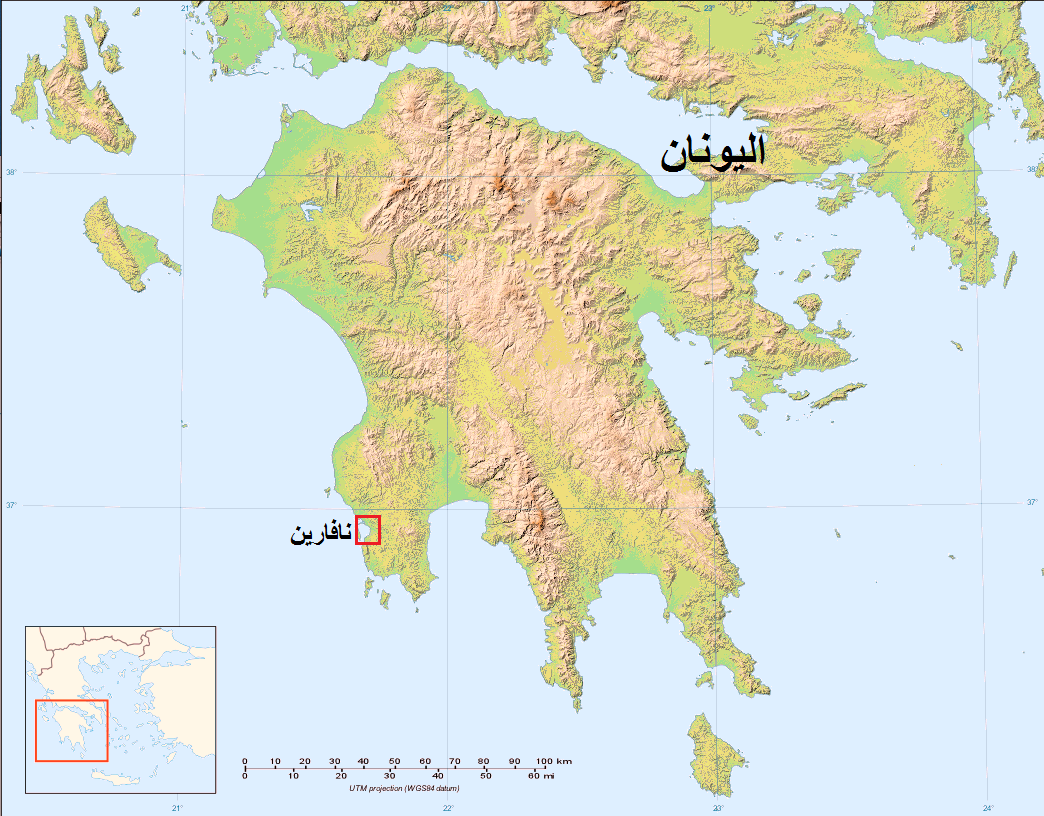
موقع ميناء نافارين الإستراتيجي في البحر المتوسط

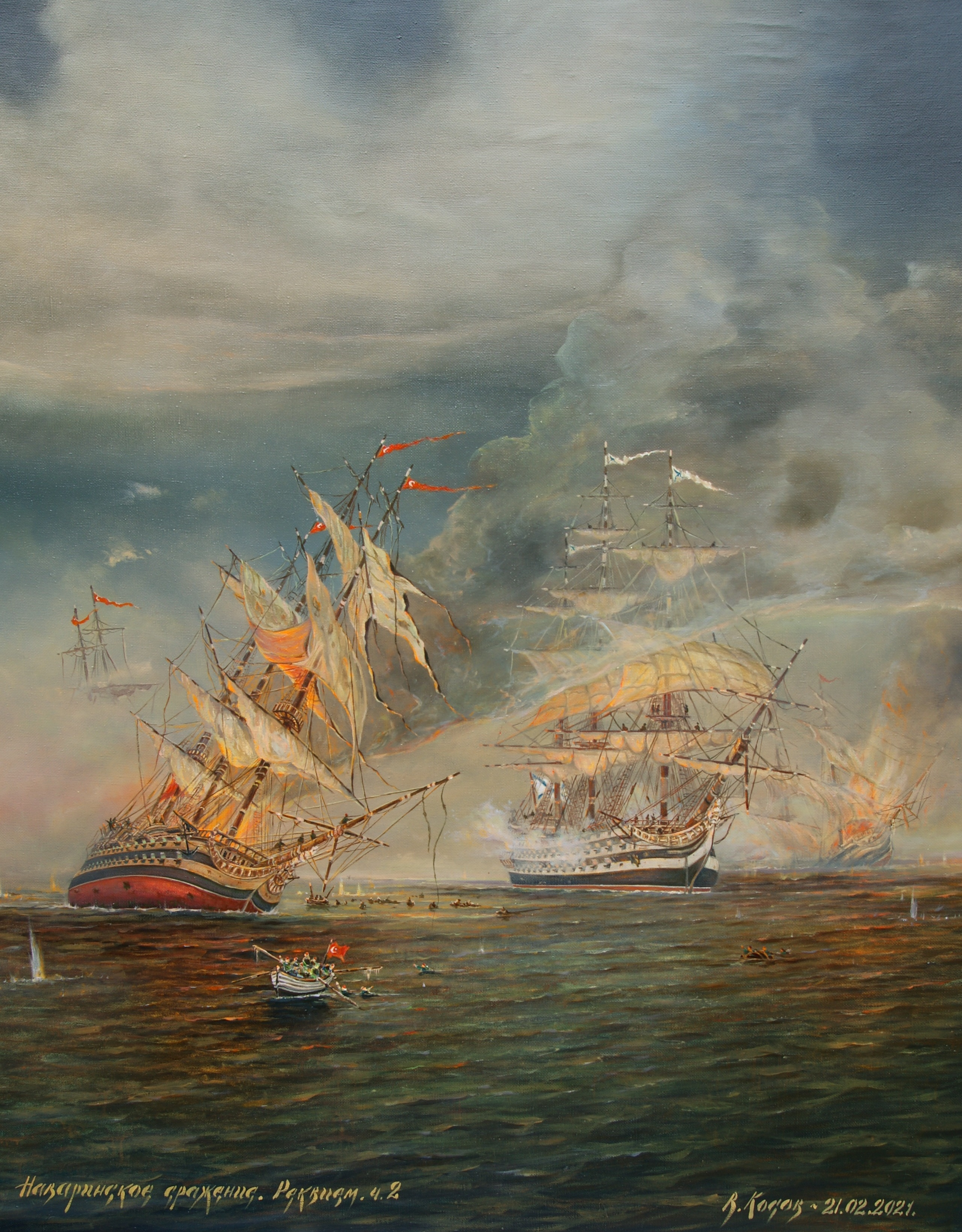
معركة نافارينو. فلاديمير كوسوف.

معركة نافارين (بالتركية: Navarin Deniz Muharebesi)‏، هي معركة بحرية جرت في 20 أكتوبر من عام 1827، خلال حرب الاستقلال اليونانية (1821- 1832) في خليج نافارينو (اليوم بيلوس)، على الساحل الغربي لشبه جزيرة البيلوبونز في البحر الأيوني. هزمت قوات الحلفاء المؤلفة من فرنسا وبريطانيا وروسيا القوات العثمانية والمصرية و الجزائرية التي كانت تحاول قمع اليونانيين، مما زاد من احتمال حدوث الاستقلال اليوناني. دُمر الأسطول الحربي العثماني الذي ضم بالإضافة إلى السفن الحربية الإمبراطورية، كتائب من الأيالة (المقاطعات) المصرية والتونسية، على يد قوات الحلفاء البريطانية والروسية والفرنسية. كانت معركة نافارينو آخر معركة بحرية رئيسية في التاريخ يجري فيها القتال بكامله باستخدام السفن الشراعية، رغم أن معظم السفن قاتلت وهي راسية. حقق الحلفاء نصرهم بفعل التفوق بالأسلحة والقوة النارية.
كان سبب تدخل القوى العظمى الثلاث في الصراع اليوناني هو التوسع طويل الأمد للإمبراطورية الروسية على حساب الدولة العثمانية المتدهورة. اعتُبرت طموحات روسيا في المنطقة تهديدًا جغرافيًا استراتيجيًا للقوى الأوربية الأخرى التي كانت تخشى تفكك الإمبراطورية العثمانية وإنشاء الهيمنة الروسية في شرق البحر المتوسط. كان العامل الذي أدى إلى ذلك هو الدعم العاطفي القوي الذي قدمته روسيا الأرثوذكسية لإخوانها اليونانيين في الدين، الذين ثاروا ضد أسيادهم العثمانيين في عام 1821. على الرغم من الاهتمام البريطاني الرسمي في الحفاظ على الإمبراطورية العثمانية، أيد الرأي العام البريطاني اليونانيين بشكل حازم. خوفًا من عمل روسي أحادي الجانب، ألزمت بريطانيا وفرنسا، روسيا بموجب معاهدة تقتضي تدخلًا مشتركًا يهدف إلى ضمان الحكم الذاتي اليوناني مع الحفاظ على سلامة الأراضي العثمانية كأداة رقابة على روسيا.
وافقت القوى حسب معاهدة لندن من عام 1827 على اجبار الحكومة العثمانية على منح الحكم الذاتي لليونانيين داخل الإمبراطورية، وأرسلت الكتائب البحرية إلى شرق البحر المتوسط لفرض سياستها. وقعت المعركة البحرية عن طريق الصدفة أكثر من كونها نتيجة لمناورة القائد العام لقوات الحلفاء، الأدميرال إدوارد كودرينغتون، بهدف إجبار القائد العثماني على طاعة تعليمات الحلفاء. أنقذ غرق أسطول البحر الأبيض المتوسط العثماني، الجمهورية اليونانية الوليدة من الانهيار، لكن ذلك الأمر تطلب تدخلين عسكريين آخرين من جانب روسيا، تمثلا بالحرب الروسية التركية 1828- 1829 ومن جانب قوة التدخل الفرنسية إلى بيلوبونيز لإجبار القوات العثمانية بالانسحاب من وسط وجنوب اليونان، بهدف تأمين استقلال اليونان في نهاية المطاف.
غزا الأتراك العثمانيون الإمبراطورية البيزنطية التي كان يسيطر عليها اليونانيون خلال القرن الخامس عشر، مستوليين بذلك على أراضيها وعاصمتها القسطنطينية التي أصبحت عاصمة الخلافة الخاصة بهم. ثار القوميون اليونانيون في عام 1821 ضد العثمانيين بهدف تحرير العرقية اليونانية من حكم العثمانيين الذي دام لأربعة قرون. استمر القتال لعدة سنوات، لكن وبحلول عام 1825، كان هناك طريق مسدود تجلى بعدم قدرة اليونانيين على طرد العثمانيين من معظم اليونان، وعدم تمكن العثمانيين من سحق الثورة بشكل نهائي. مع ذلك، وفي عام 1825، نجح السلطان في حل هذه العقبة، إذ أقنع واليه القوي (نائب الملك) في مصر، محمد علي باشا، الذي كان تابعًا له من الناحية النظرية، لكنه مستقل من الناحية العملية، بوضع جيشه الغربي المدرب والمجهز بالسلاح والبحرية ضد اليونانيين. وعد السلطان في المقابل، بمنحه معقل الثوار، بيلوبونيز، كإقطاعية تورث لابن علي الأكبر المدعو إبراهيم. قاد إبراهيم في فبراير من عام 1825، قوة استكشافية بلغ عدد رجالها 16,000 رجل إلى البيلوبونيز، سرعان ما اجتاحت الجزء الغربي، لكنها فشلت في الاستيلاء على الجزء الشرقي حيث كان مقر المتمردين (في نافبليون).
ظل الثوار اليونانيون متحدين، وعينوا ضباطًا بريطانيين محنكين على رأس الجيش والأسطول: الرائد السير ريتشارد تشيرش (في الأرض) والورد كوتشرانس (في البحر). بحلول هذا الوقت، كانت القوات البرية والبحرية للحكومة اليونانية المؤقتة أضعف بكثير من تلك التي لدى العثمانيين والمصريين: في عام 1827، كانت القوات اليونانية العادية أقل من 5,000 بالمقارنة مع القوات العثمانية التي بلغ عددها 25,000 في وسط اليونان ونحو 15,000 مصري في البيلوبونيز. كانت الحكومة اليونانية أيَضا مفلسة تقريبًا. بدا الأمر وكأنه مسألة وقت فقط قبل إجبار اليونانيين على الاستسلام. أُنقذت القضية اليونانية في هذا المنعطف الحرج، من خلال قرار القوى العظمى الثلاثة، بريطانيا العظمى وفرنسا وروسيا، للتدخل المشترك في الصراع.

## دبلوماسية القوى العظمى
هدفت الجهود الدبلوماسية الأنجلو- نمساوية منذ بداية الثورة اليونانية حتى عام 1826، إلى ضمان عدم تدخل القوى العظمى الأخرى في الصراع. كان هدفهم هو تعطيل التدخل العسكري الروسي لدعم اليونانيين، من أجل إعطاء العثمانيين الوقت لهزيمة التمرد. مع ذلك، أثبت العثمانيون أنهم غير قادرين على قمع التمرد خلال فترة طويلة من عدم التدخل ضمنتها الدبلوماسية الأنجلو- نمساوية. بحلول الوقت الذي حقق فيه العثمانيون تقدمًا خطيرًا، تطور الوضع بطرق من شأنها أن تجعل عدم التدخل أمرًا غير محتمل. في ديسمبر عام 1825، تغير المشهد الدبلوماسي مع وفاة القيصر ألكسندر وخلافة شقيقه الأصغر نيقولا الأول على العرش الروسي. امتلك نيقولا شخصية أكثر حسمًا ومخاطرة من أخيه، وكان كذلك أكثر قومية بكثير. كان رد الحكومة البريطانية على تطور الوضع هو التحرك نحو التدخل المشترك بدلًا من ذلك للحد من التوسع الروسي. وقعت بريطانيا وفرنسا وروسيا معاهدة في 6 يوليو من عام 1827. دعت المعاهدة إلى هدنة فورية بين المتحاربين في الواقع وطالبت بوقف العمليات العسكرية العثمانية في اليونان، فقط بعد انتصار العثمانيين. عرضت المعاهدة أيضًا وساطة الحلفاء في المفاوضات على التسوية النهائية التي كانت ستتبع الهدنة. دعت المعاهدة العثمانيين إلى منح اليونان درجة من الحكم الذاتي، لكنها توخت أن تبقى في نهاية المطاف تحت السيادة العثمانية.
ينص بند سري في الاتفاقية على أنه إذا فشل العثمانيون في قبول الهدنة في غضون شهر، فإن كل دولة موقعة سترسل قنصلًا إلى نافبليون، عاصمة الجمهورية الهيلينية، وبالتالي منح الاعتراف بحكم الأمر الواقع للحكومة المتمردة، وهو ما لم تفعله أي دولة حتى الآن.  سمح نفس البند للموقعين بالموافقة على توجيه قادتهم البحريين في البحر الأبيض المتوسط إلى «اتخاذ جميع التدابير التي قد تقترحها الظروف» (أي بما في ذلك الإجراءات العسكرية) لتنفيذ مطالب الحلفاء، إذا فشل العثمانيون في الامتثال في غضون المهلة الزمنية المحددة. مع ذلك، أضاف البند أنه لا يجب على قادة الحلفاء أن يأخذوا جانبًا في النزاع. في 20 أغسطس من عام 1827، تلقى القائد العام للقوات البحرية البريطانية في البحر الأبيض المتوسط نائب الأدميرال السير الأزرق إدوارد كودرينغتون، وهو قائد مخضرم أمضى 44 عامًا في البحر وبطل اشتهر لدوره في معركة ترافالغار، تعليمات حكومته بشأن تنفيذ المعاهدة. لم يكن من الممكن في 20 أغسطس من عام 1827، أن يكون كودرينغتون أقل ملائمة لمثل هذه المهمة التي تتطلب براعة كبيرة، فهو بحار ومقاتل متهور، يفتقر تمامًا إلى البراعة الدبلوماسية، وهي الصفة التي كان يحتقرها وينسبها بسخرية إلى نظيره الفرنسي دي رينيه. كان أيضًا متعاطفًا مع القضية اليونانية، بعد أن انضم إلى لجنة لندن الفيلينية.

## الأسباب العامة

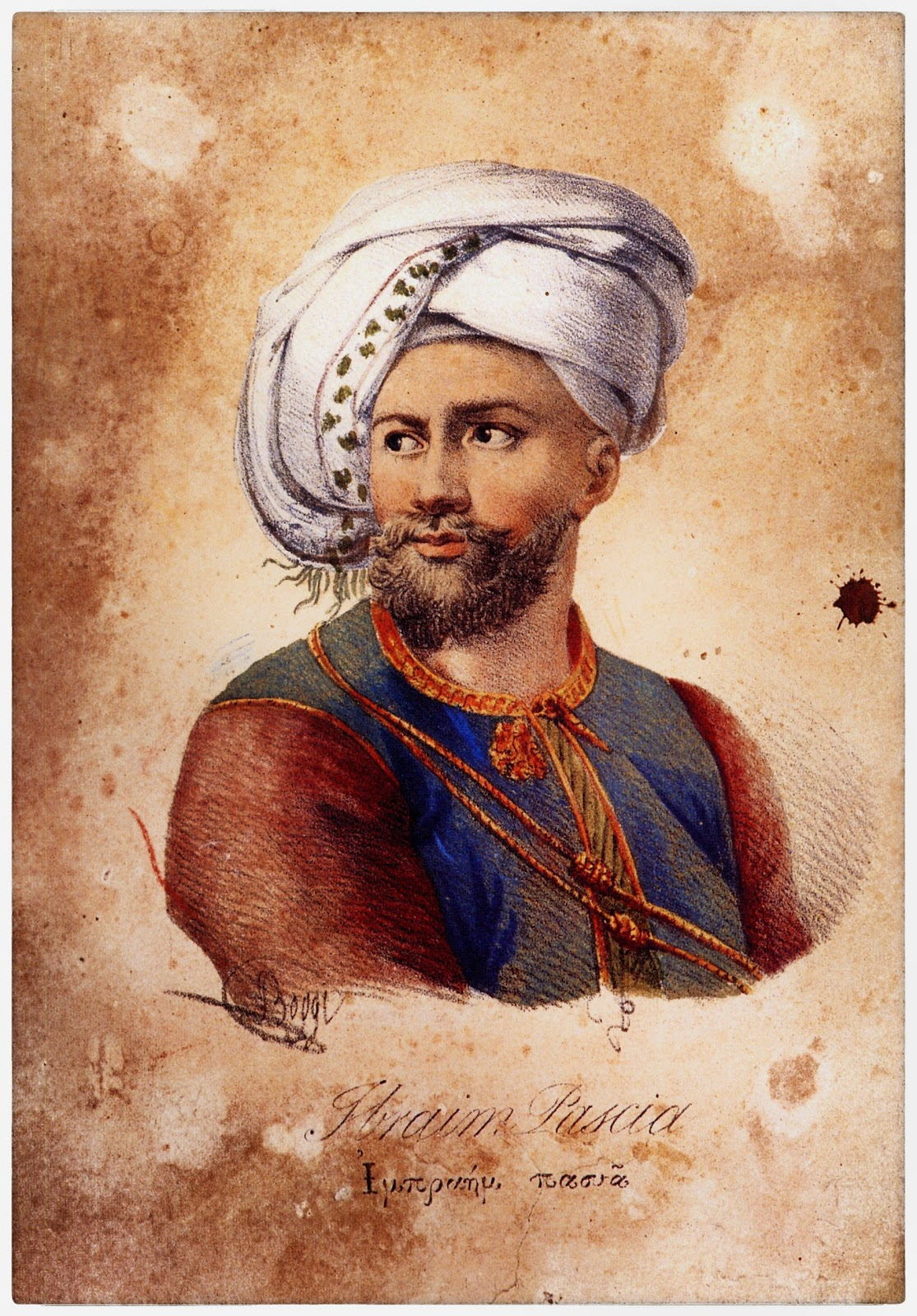
إبراهيم باشا.

بحسب اتفاقية لندن الموقعة في 6 يوليو 1827 تصبح كل من فرنسا، بريطانيا العظمى وروسيا ضامنة للحكم الذاتي لليونان ضمن الدولة العثمانية، وقد قبل الثوار اليونانيون التسوية بسهولة نظراً للوضع الصعب التي كانوا فيها ولكن العثمانيون رفضوا تلك الاتفاقية بعد نجاح إبراهيم باشا في القضاء على معظم الثورة.
اتفقت القوات الأوروبية الثلاثة على إرسال أسطول بحري مشترك لمضايقة القوات المصرية بقيادة إبراهيم باشا وإجباره على إخلاء شبه جزيرة المورى (بيلوبونيز حالياً)، وقاد الأسطول نائب أمير البحر (الكونتر أدميرال) ادوارد كودرينكتن Edward Codrington، وهنري دي رنيي Henri de Rigny ولوقين بيتروفيتش قيدن Lodewijk Heyden وتقرر فقط إظهار القوة وعدم الدخول في معركة بحرية.
في الواقع قسم من الأسطول البحري كان يبحر في المنطقة منذ أكثر من عام، وكانت مهمتها محاربة القرصنة البحرية، وكان يخشى أن لا يطيق البحارون من خوض معركة أخرى، حتى قدم شهر أكتوبر وتعزز الأسطول فصار من الواضح أن المهمة هي الضغط فقط على العثمانيين، كما أن البحارين سمعوا عن أخبار ما كان يفعله العثمانيون في المنطقة للثوار اليونانيين من تعذيب لا داعي منه، فازداد تحمسهم للقاء الأسطول العثماني ومواجهته بمناوشات أو أكثر إذا تطلب الأمر.ثم أن الانتصار البحري لفرانك ابني هاستينك في خليج سالونا (أمفيسا) وضع إبراهيم باشا في حالة غضب جعلته يرتكب أخطاء أدت إلى «معركة نافارين».

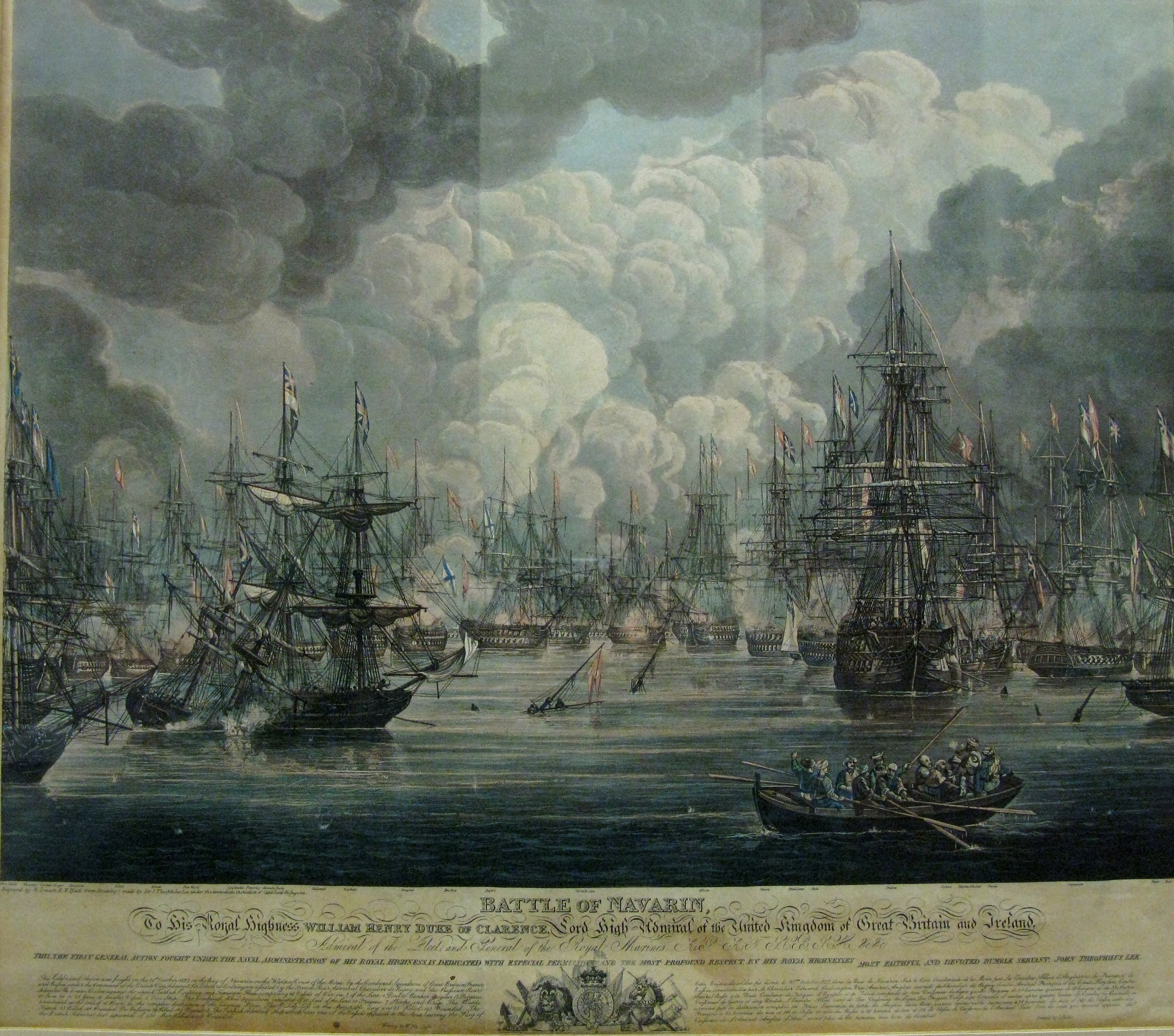
معركة نافارين

## الأسباب المباشرة

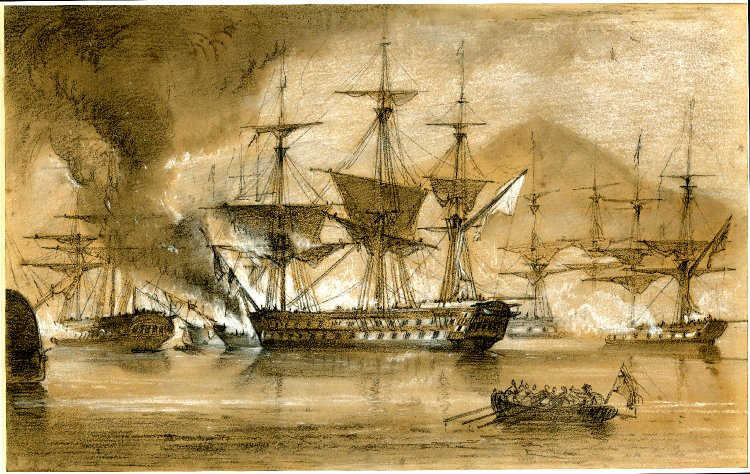
لوحة فنية لمعركة نافارين

كان الأسطول العثماني راسياً في خليج نافارين وكانت «الفرقاطة دارتموث» ذهبت إلى إبراهيم باشا مرتين ليعرض قائدها شروط اخلاء الخليج المقترحة من طرف القوات الثلاثة. لكن إبراهيم باشا رفض شروط الإخلاء المقترحة، لكن «الأدميرال كودرنكتون» لم يحتمل صبراً فقرر استعراض القوة لذلك في 20 أكتوبر 1827، في حوالي الساعة الثانية، مغتنما هبوب رياح جنوبية غربية، دخل شراعيا في الخليج معززا ب 11 سفينة بريطانية و8 سفن روسية و7 سفن فرنسية معززا بـ 1270 مدفعاً أما القوات العثمانية فكانت متكونة من 82 سفينة و2438 فوهة نارية و 16,000 رجلا.
دخلت «سفينة آزيا» الأولى في الخليج وكان الأسطول متكونا من صفين، فقط بجانب بارجة أمير البحر البريطاني كانت بارجة أمير البحر الفرنسي لا سيران. توقفت آزيا أمام «قلعة نافارين»، التي تربع على سفحها المعسكر العثماني، كانت القوات الثلاثة على مدخل الكماشة العثمانية التي كانت لا تنتظر إلا قفل الفخة على الأسطول العثماني، كانت السفن متراصة بعضها البعض وعلى مرمى مسدس من العثمانيين. أرسل أمير البحر «كودرنكتون» زورقا للتفاوض مع إبراهيم باشا، أطلقت رمية مدفعية بيضاء من القلعة ظنها الأسطول العثماني إشارة للاستعداد للعمليات.
وتوقفت الرياح عن الهب، فصارت السفن كلها تطفو بلا تحرك، حتى أنه تم وضع الأشرعة، وكان جزء من الأسطول خصوصا الأسطول الروسي لم يكن دخل بعد الخليج، ولم يشارك في المعركة إلا قرب نهايتها وكان عليه مواجهة طلقات السد الآتية من القلعة. كان أمير البحر كودرنكتون واضحا مع بحارته «لا طلقة مدفع، أو سلاح آخر الا إذا كانت ردا على طلقة عثمانية» كل السفن كان يجب أن يكون لها حبال الربط جاهزة للاستعمال وكودرنكتون ختم أوامره بمقولة نيلسون
« No captain can do very wrong who places his ship alongside of any enemy »
«لا يمكن لقبطان إن يخطئ إن وضع سفينته أمام عدو ما»
كانت سفينة حراقة حرائق السفن في حراسة الخط العثماني الشمالي، تهدد مباشرة بارجة الدارثموت يقودها الملازم فيتزوري، وطلب منه التنقل فقامت الحراقة الحارسة العثمانية بإطلاق النار على السفينة البريطانية، فقتلت الملازم فيتزوري، أول ضحية في المعركة وعددا من مجدفيه، فقامت البارجتان الدارثموت ولاسيران بالرد بالبنادق.
وبدأت المعركة بينما لم تبدأ بوارج القادة تبادل أي طلقة نارية طبقاً لإستراتيجية المعارك البحرية.

## تكوين الأساطيل

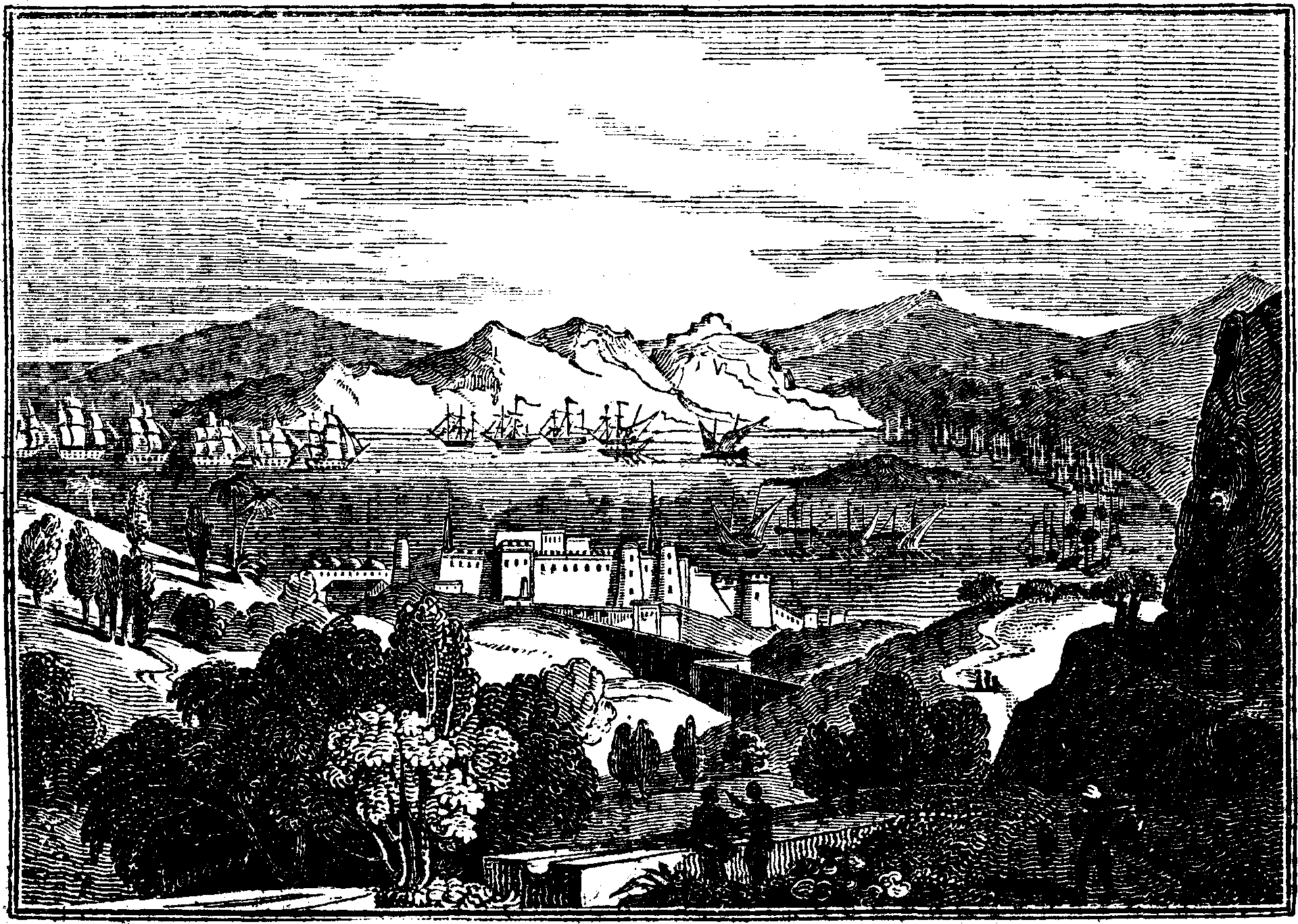
خليج نافارين

يتكون أسطول كودرينجتون من 12 سفينة على تشكيل الخط، وثماني فرقاطات وست سفن أخرى، في حين أن قوات إبراهيم باشا بلغ عددها سبع سفن على تشكيل الخط و15 فرقاطات و26 طرادات و17 سفنينة أخرى.

## المعركة

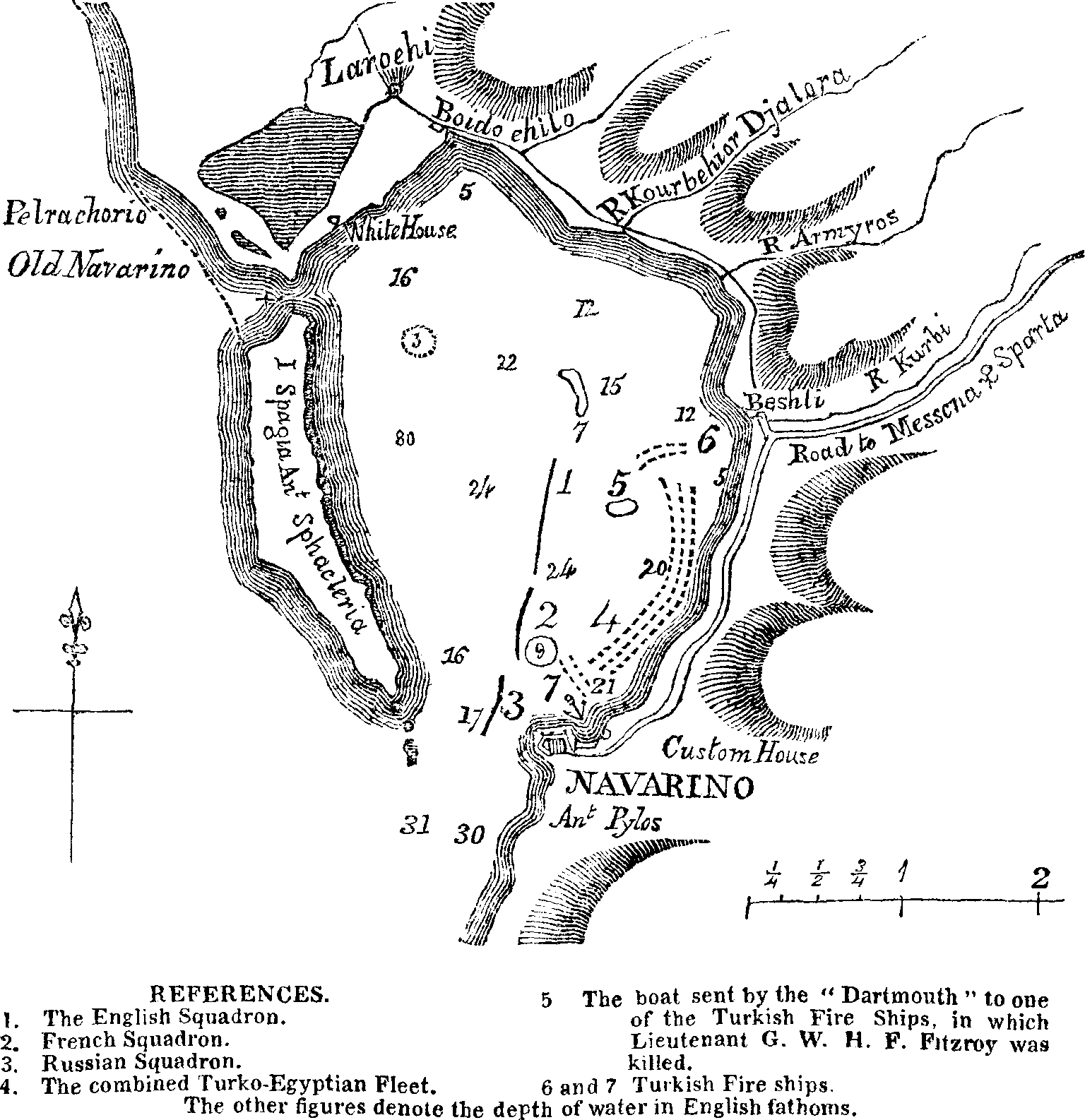
مخطط المعركة

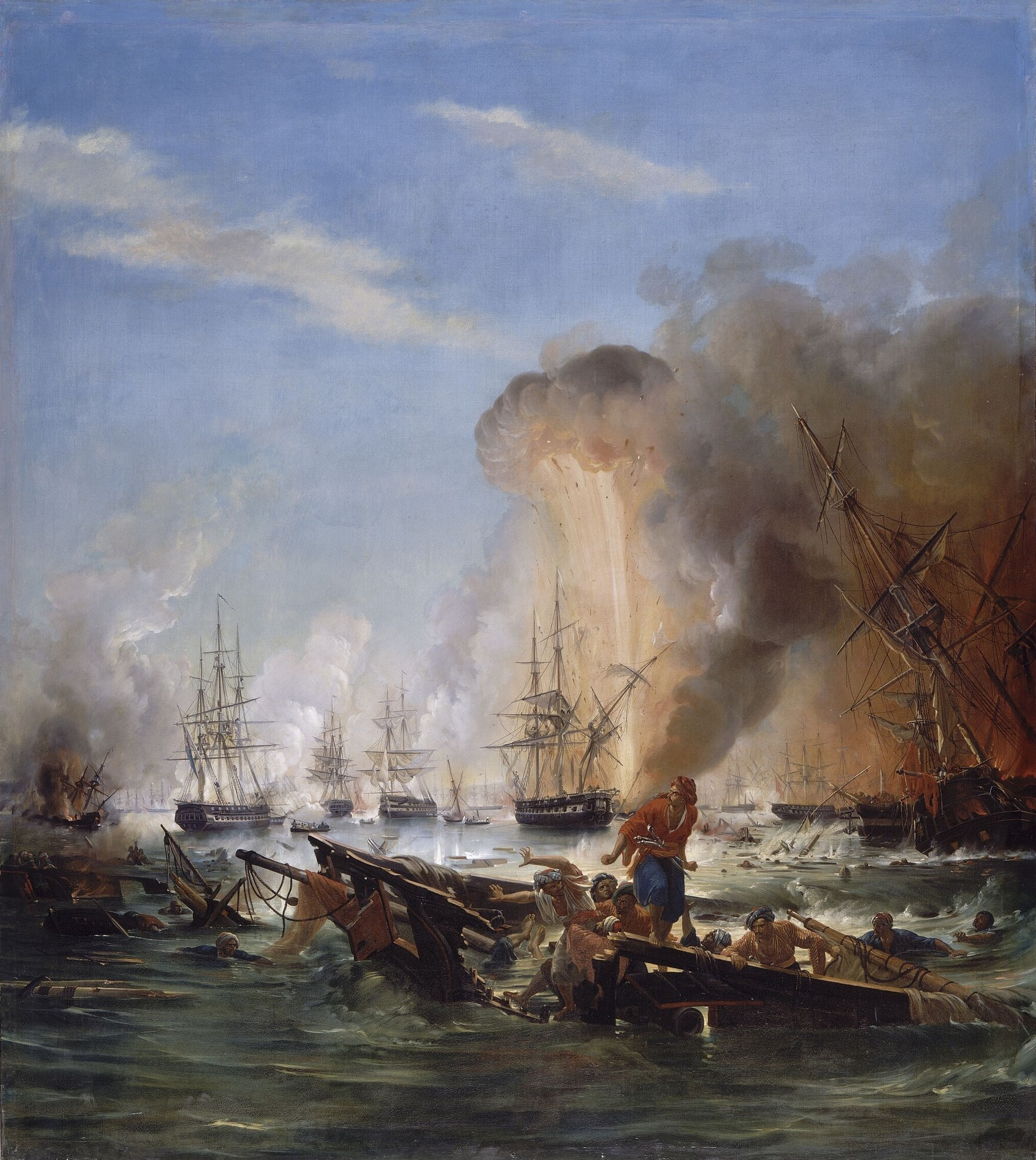
معركة نافارين

كانت الوضعية التي عليها الأسطول العثماني مناسبة تماماً لهجوم الأوروبيون، وأساساً لم يسع العثمانيون إلى تعديل وضعيتهم قبل المعركة لاعتقادهم بأن الأسطول الأوروبي قادم لمجرد المناوشة وإبراز القوة. تمكنت الأساطيل الأوروبية التي تسد على العثمانيين مجال المناورة من تدمير معظم السفن العثمانية والمصرية والجزائرية في غضون عدة ساعات.

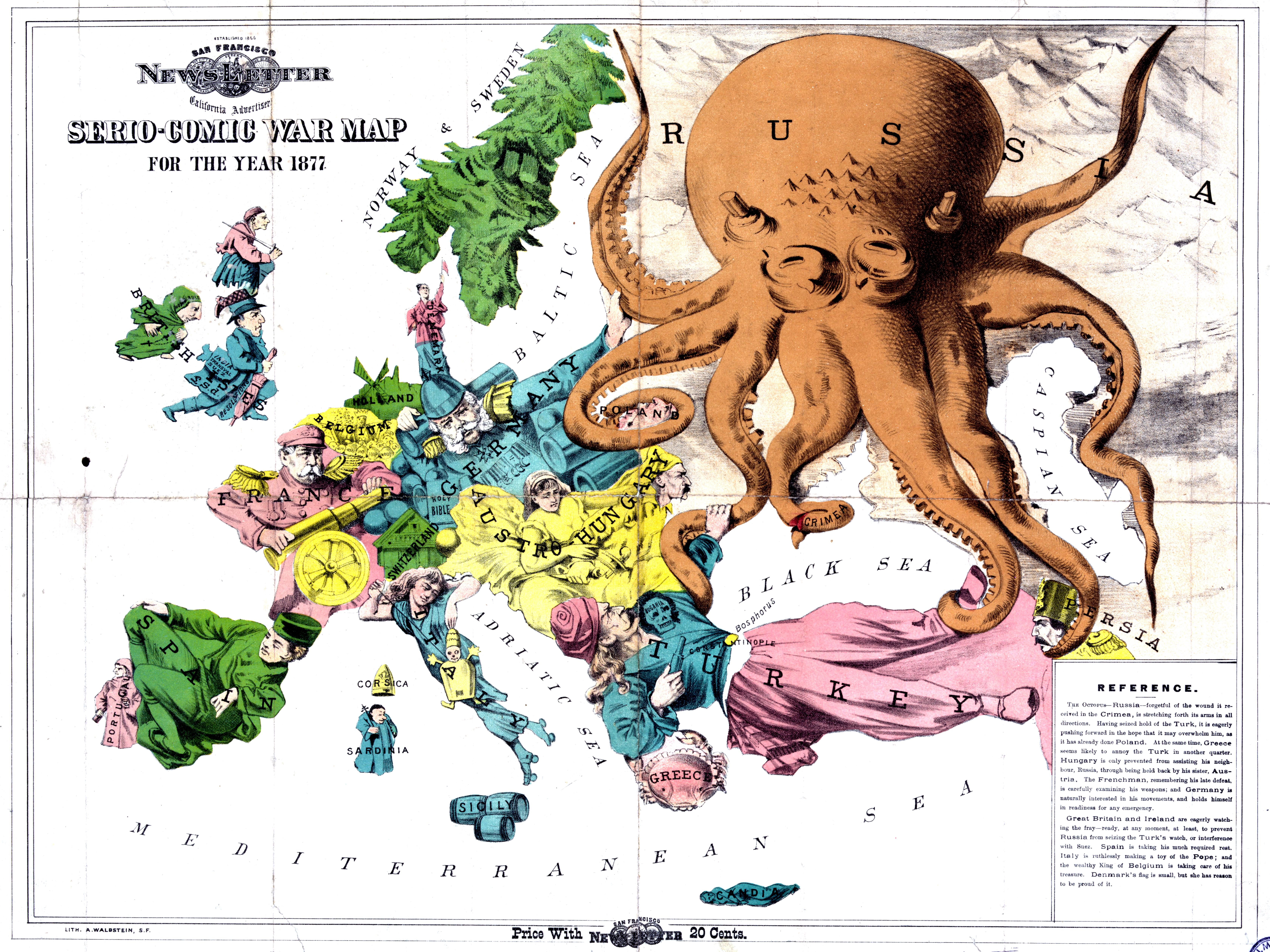
خارطة أوروبا في زمن العثمانيين عام 1877م

## نتائج المعركة

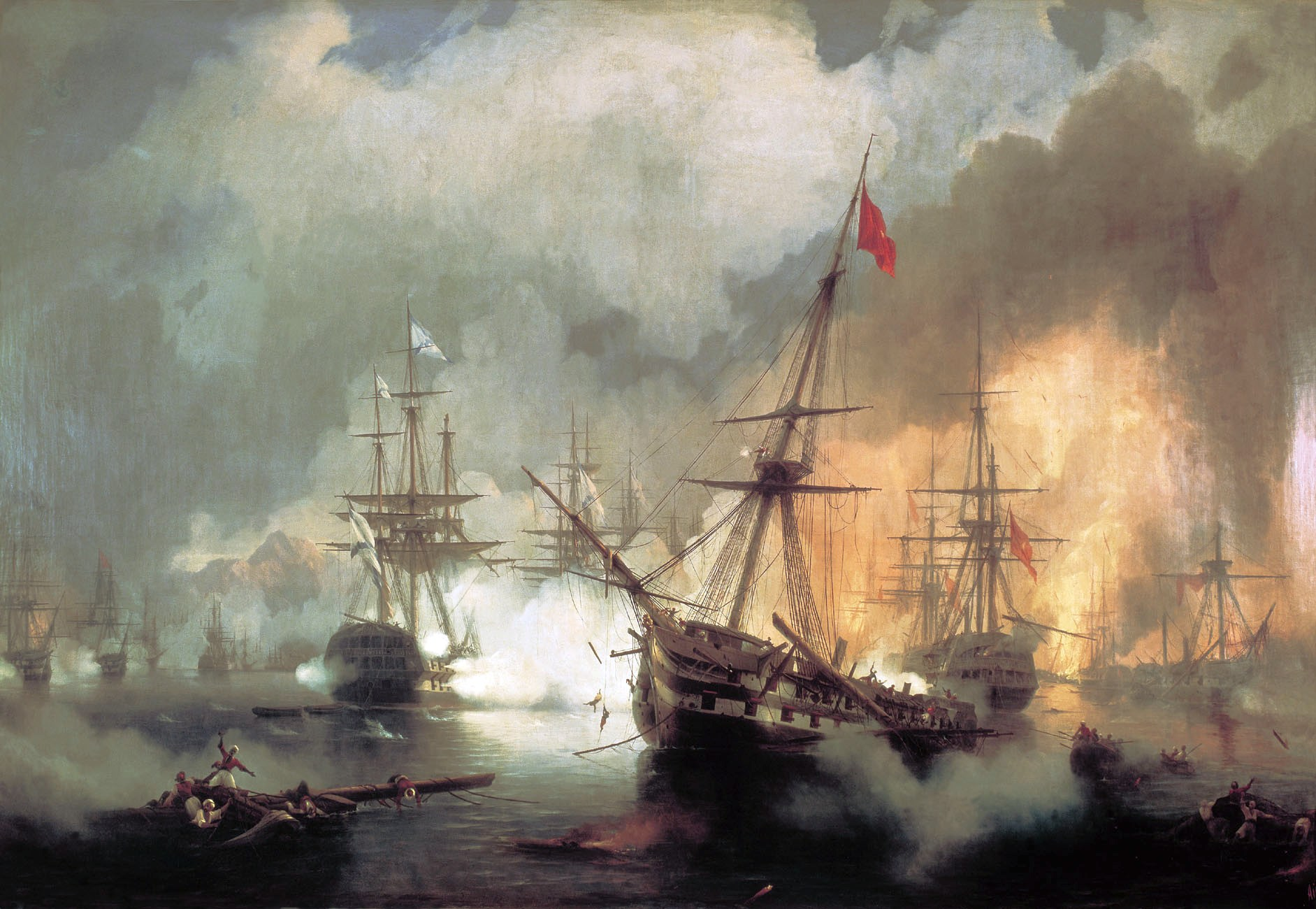
معركة نافرين

تعتبر معركة نافارين واحدة من أهم المعارك البحرية التي غيرت مجرى التاريخ. فلقد نجح الأسطول المشترك للدول الأوروبية الثلاث في الآتي:
1. تحطيم الأسطول العثماني الموجود باليونان.
2. تحطيم الأسطول المصري بقيادة إبراهيم باشا الذي كانت مهمته إخماد الثورة في الأراضي اليونانية.
3. تحطيم الأسطول البحري الجزائري التي توجه معظمه، لمساندة الأسطول العثماني والمصري ضد القوات البحرية البريطانية والفرنسية والروسية، ودخل في معركة بحرية غاية الشراسة فتركزت كل الهجمات على الأسطول الجزائري وتحطم تماماً، وقد كان من نتائجه الخطيرة ضعف القوات البحرية للجزائر وعجزها عن حماية سواحلها وهذا ما شجع ملك فرنسا شارل العاشر بعد ثلاث سنوات من معركة نافارين بفرض حصار بحري وينجح في احتلال الجزائر في 1830م.

وبهذا فقد استطاعت أساطيل الدول الأوروبية الثلاث في تحقيق استقلال اليونان عن الحكم العثماني، بعد أن إستغلت هذه الحادثة في الضغط على السلطان محمود الثاني لقبول استقلال اليونان بينما كان هدفهم في البداية أن تعطى اليونان حكماً ذاتياً مع التبعية للعثمانيين. تسبب تدمير الأسطول العثماني واضطرار السلطان محمود إلى إعادة بناؤه من جديد في إلحاق الضرر الجسيم بمالية الدولة التي أصبح عليها بناء جيش وبناء أسطول، حيث تصادف «معركة نافارين» الفترة التي قضى فيها السلطان محمود على قوات الانكشارية وسعيه إلى تأسيس الجيش الحديث.

## وصلات
The Battle of Navarino, 20 October 1827: from the general chart collection
- معركة نافارين